# Волки (фильм, 2014)
«Во́лки» (англ. Wolves) — фильм ужасов об оборотнях режиссёра и сценариста Дэвида Хейтера, его режиссёрский дебют. В главных ролях — Лукас Тилл, Джейсон Момоа и Мерритт Паттерсон. Премьера в России состоялась 28 августа 2014 года.

## Сюжет
Восемнадцатилетний Кейден Ричардс (Лукас Тилл) — капитан футбольной команды старшей школы, отличник и парень прекрасной девушки. У него есть всё. Но однажды, проснувшись тёмной ночью, он находит своих родителей зверски убитыми и с ужасом понимает, что он превращался в лесное опасное животное — дикого беспощадного волка.
В панике Кейден сбегает и решает выяснить, что с ним происходит. Поиски приводят его в странный изолированный городок Люпин Ридж, в котором два клана волков находятся на грани войны.
Возглавляют противостоящие кланы Коннор (Джейсон Момоа) — сильный чистокровный вожак и Джон Толлерман (Стивен Макхэтти) — старый фермер, стремящийся защитить жителей-людей Люпин Риджа. Но когда Кейден влюбляется в красивую юную Анджелину (Мерритт Паттерсон), которая была обещана Коннору, битва насмерть неизбежна.

## В ролях
| Актёр                  | Роль              |
| ---------------------- | ----------------- |
| Лукас Тилл             | Кейден Ричардс    |
| Джейсон Момоа          | Коннор Слоттер    |
| Мерритт Паттерсон      | Анджелина Тимминс |
| Стивен Макхэтти        | Джон Толлерман    |
| Саймон Нортвуд         | Флис              |
| Мириам Макдональд      | Хейли             |
| Кейтлин Либ            | Лиза Стюарт       |
| Джон Пайпер-Фергюсон   | Дикий Джо         |
| Адам Бутчер            | Дик               |
| Мелани Скрофано        | Гейл Тимминс      |
| Мэттью Карри Холмс     | Сеттер            |
| Адам Макдональд        | Марти             |
| Филип Морис Хэйес      | Кино              |
| Максвелл МакКейб-Локос | Морроу            |
| Дженнифер Хейл         | Люсинда           |
| Ален Мусси             | Доби              |

## Съёмки
Съёмки фильма проходили в Торонто.